# Štěnovický Borek
Štěnovický Borek è un comune della Repubblica Ceca facente parte del distretto di Plzeň-město, nella regione di Plzeň.